# Anna Segal
Pour les articles homonymes, voir Segal.
Anna Segal, née le 15 août 1986, est une skieuse acrobatique australienne spécialiste du slopestyle. Elle a connu deux succès importants durant sa carrière, la médaille d'or aux Winter X Games en 2009, puis le titre mondial en 2011.

## Palmarès

### Jeux olympiques
| Édition/Discipline | Slopestyle |
| JO 2014            | 4e         |

### Championnats du monde
| Édition/Discipline | Slopestyle |
| Mondiaux 2011      | Or         |

### Coupe du monde
- Meilleur classement au général : 51e 2013.
- Meilleur classement du slopestyle : 4e en 2013.
- 2 podiums en slopestyle

### Winter X Games
- Médaille d'or en slopestyle en 2009
- Médaille de bronze en slopestyle en 2012